# Exsuperi
Exsuperi (en llatí Exsuperius) va ser un retòric romà membre d'una família originària de Bordeus a la Gàl·lia que va viure al segle iv.
Va ser mestre de retòrica a Tolosa i més tard a Narbona on es va convertir en preceptor de Flavi Juli Dalmaci (Dalmaci Cèsar) i del seu germà Hannibalià que més tard, quan van arribar al poder, van concedir al seu preceptor el càrrec de Praeses Hispaniae, governador d'alguna de les quatre províncies no consulars d'Hispània (Tarraconense, Cartaginense, Tingitana i Baleàrica) probablement la Tarraconense. Després d'un temps, quan ja havia adquirit una gran riquesa, es va retirar a Cadurca (Cahors). Només se'l coneix per un comentari d'Ausoni que li demana que faci lluir la ciutat dels seus avantpassats.